# Fercé
 Fercé  es una población y comuna francesa, situada en la región de Países del Loira, departamento de  Loira Atlántico, en el distrito de Châteaubriant y cantón de Rougé.

## Demografía
| 561 | 545 | 501 | 459 | 499 | 517 |
| Para los censos de 1962 a 1999 la población legal corresponde a la población sin duplicidades (Fuente: INSEE [Consultar]) |     |     |     |     |     |